# کارلوس روبن
کارلوس روبن (انگلیسی: Carlos Rubén؛ زادهٔ ۲۶ مارس ۱۹۸۳) بازیکن فوتبال اهل اسپانیا است.
از باشگاه‌هایی که در آن بازی کرده‌است می‌توان به باشگاه فوتبال اکسترمادورا و باشگاه فوتبال ایبار اشاره کرد.